# Bokariru
Bokariru (auch: Bwokwaddel) ist ein kleines Motu des Maloelap-Atolls der pazifischen Inselrepublik Marshallinseln.

## Geographie
Bokariru ist nur ein schmales Motu im östlichen Riffsaum des Maloelap-Atolls. Es liegt nur knapp 400 Meter nördlich von Airuk.